# Podgora (Straža, Slovenija)
Podgora je naselje u slovenskoj Općini Straži. Podgora se nalazi u pokrajini Dolenjskoj i statističkoj regiji Jugoistočnoj Sloveniji. 

## Stanovništvo
Prema popisu stanovništva iz 2002. godine naselje je imalo 173 stanovnika.